# グリコール酸
グリコール酸（グリコールさん、英: glycolic acid）または ヒドロキシ酢酸 (hydroxyacetic acid) は、α-ヒドロキシ酸 (AHA) の一種である。砂糖に関する作物サトウキビ、テンサイ、パイナップルなどに天然に含まれる。有機化学の材料、溶媒、塗料、染料、香料、防腐剤、また外用してスキンケアに使われる。日本の法律で濃度が3.6%を超えるものは劇物である。

## 性質
無色無臭の吸湿性の結晶で、水に非常に溶けやすい。

## 分布
グリコール酸は砂糖作物に関連しており、サトウキビ、テンサイ、パイナップル、カンタロープ、および未成熟のブドウに見られる。

## 合成
グリコール酸は天然に存在するため安価に手に入れることができる。化学的にはクロロ酢酸と水酸化ナトリウムの反応で合成することが可能である。

## 用途
有機合成では、酸化還元反応、エステル化などの中間体として使われ、高分子化学では、ポリグリコール酸や他の生体適合性のある共重合体のモノマーとして使われる。
織物産業では染料やなめし剤、食品産業では香料や防腐剤として使われている。また、グリコール酸はエマルションポリマーや溶媒、添加剤としてインクや塗料によく含まれており、流動性の向上と光沢を与えている。
外用では、皮膚への透過性が優れているため、皮膚科でのケミカルピーリングでは20-80%の濃度、家庭用スキンケアでは10%以下の濃度で使われており、皺やニキビ、色素過剰などを改善する効果があるとされている。皮膚に使用すると、グリコール酸は表皮の上層と反応し死んだ皮膚細胞の脂質の結合力を弱める。これにより新しい皮膚細胞が露わになることになる。

## 安全性
グリコール酸には強い刺激性がある。
摂取すると、毒性のあるシュウ酸に代謝される。2016年に改正された毒物及び劇物指定令によって、7月15日より本品およびこれを3.6%を越えて含む製剤が劇物に指定された。そのため一部の高濃度に含有していた化粧品などに配合できなくなった。